# Observatorul din Haute-Provence

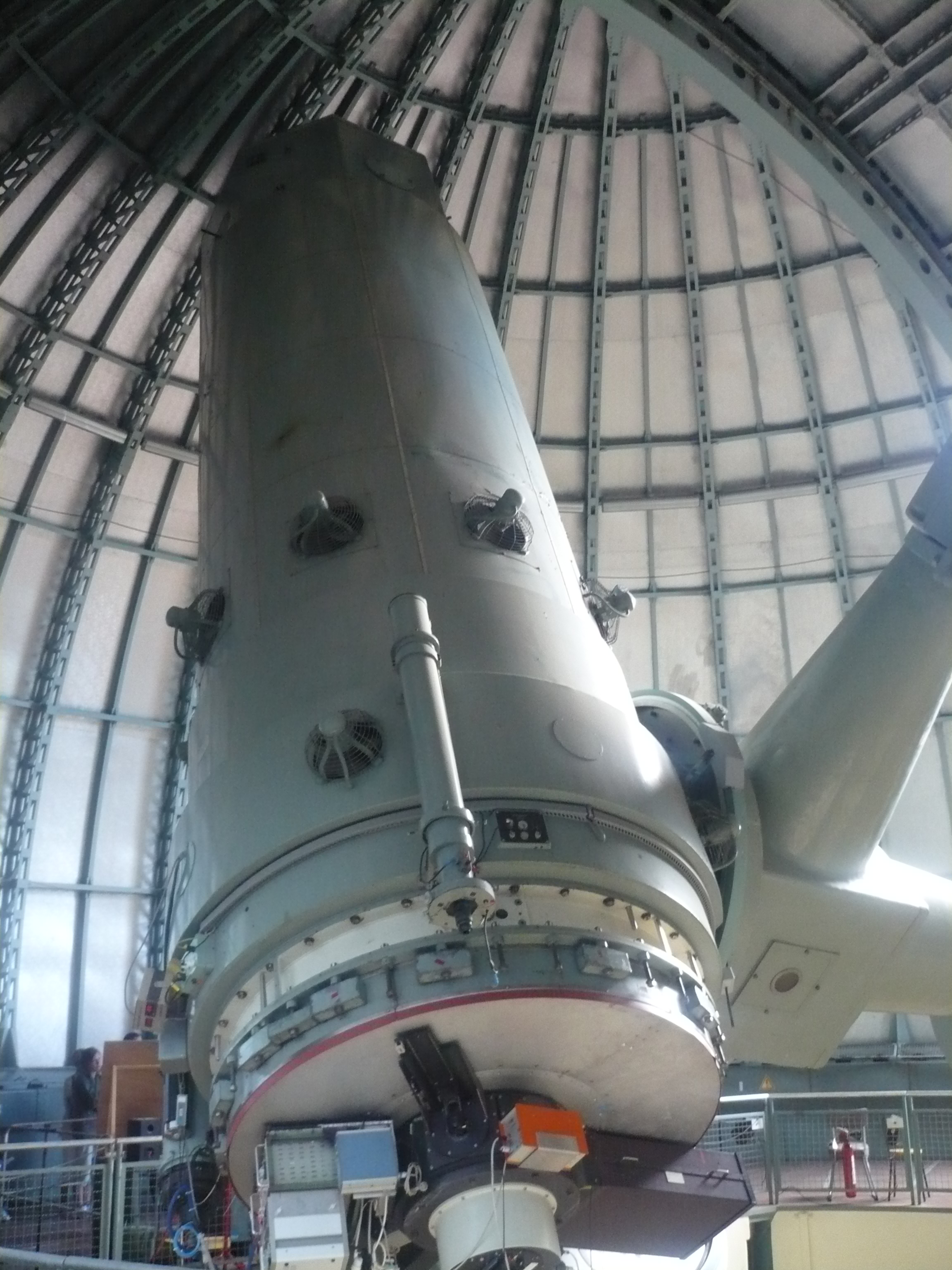
Telescopul de 193 cm

Observatorul din Haute-Provence (cu sigla OHP, în franceză: Observatoire de Haute-Provence) este un observator astronomic situat la Saint-Michel-l'Observatoire, în Alpes-de-Haute-Provence (Franța).

## Istoric
Instalarea observatorului se explică prin puritatea atmosferei din regiunea Forcalquier. Deși calitatea imaginilor de la Observatorul din Haute-Provence nu este excelentă, numărul de nopți utilizabile pentru fotometrie se dovedeşte excepţional.
În urma creării Centrului Național Francez de Cercetări Științifice  de către guvernul Frontului Popular, decizia de constrirea a unui astfel de observator a fost luată în vara lui 1936, iar alegerea sitului a fost decisă la 9 noiembrie 1936  de către un comitet științific condus de Jean Perrin. Lucrările au început în 1937, dar debutul celui de-al Doilea Război Mondial a încetinit considerabil avansarea proiectului. Muncitorii locali au construit un zid scund peste deal, fără o reală funcție (în afară de a împiedica intrarea mistreților pe sit), scopul acestei manevre era de a proteja de STO pe cei care rămâneau în sat pe durata războiului.
Primul telescop adus aici, în 1932 pentru testări, este de 80 cm (diametrul oglinzii primare). A fost instalat pe observatorul oficial în 1945. Particularitaterea sa este absența sistemului de punere la punct asistat de calculator și trebuie poziționat manual inclusiv pentru mișcări de mare amplitudine asemănătoare cu mânuirea unei vergi; de aceea, este deseori destinat studenților care își fac stagiul de astronomie la observator în timpul verii sau îi înlocuiesc pe tehnicienii de cupolă care sunt în concediu.
Abia în 1958 a intrat în serviciu primul mare telescop, cel de 1,93 m, care l-a precedat pe cel de 1,52 m din 1967.
Mult timp, observatorul a rămas cel mai important din Europa. De atunci situația a evoluat mult și cele mai importante observatoare astronomice s-au instalat la mare altitudine, îndeosebi în împrejurimile Anzilor Cordilieri. Marea altitudine oferă o turbulență atmosferică mai slabă (seeing-ul), oferind imagini mai clare. Cel mai mic diametru (relativ) al instrumentelor observatorului permit totodată studierea obiectelor în spectroscopie și în fotometrie. Observaţiile sunt posibile într-un număr important de nopţi de-a lungul întregului an, prezenţa mistralului curăţând cerul nocturn foarte repede.
La Observatorul din Haute-Provence a fost descoperită, în 1995, prima planetă extrasolară (sau „exoplanetă”), în jurul unei stele din secvența principală, 51 Pegasi b, de către astronomii Michel Mayor și Didier Queloz, cu spectrograful ÉLODIE al telescopului de 1,93 m. După 2006, instrumentul SOPHIE (spectrometru de înaltă precizie) l-a înlocuit; acest instrument asigură continuarea observațiilor făcute de CoRoT. Acest instrument a permis confirmarea existenței planetei Kepler-88b, în jurul stelei Kepler-88, în decembrie 2013.

## Activități de cercetare anexe
Observatorul din Haute-Provence posedă și o stație importantă de studiere a atmosferei cu ajutorul instrumentelor LIDAR, spectrometru sau baloane stratosferice. Mai multe rețele internaționale de măsurare a parametrilor atmosferei sunt reprezentate acolo, cum sunt: NDACC (Network for the Detection of Atmospheric Composition Changes), PHOTON/AERONET (supravegherea aerosolilor) sau PAES (Poluare la scara sinoptică).
Din 2009, CNRS (departamentele INEE și INSU) a finanțat instalarea unei plateforme de studiere a stejarului pufos (Quercus Pubescens), Oak Observatory at OHP (O3HP).
Astfel , de-a lungul anilor, observatorul a devenit un sit de observare pentru Științele Planetei și ale Universului.
Observatorul din Haute-Provence este o unitate de sprijin și de cercetare a CNRS (INSU) care este federat cu Laboratorul de Astrofizică din Marsilia (LAM) în cadrul Observatorului Astronomic din Marseille-Provence de la 1 ianuarie 2000. Are încheiate convenții cu Institut Pierre Simon Laplace pentru cercetări de fizică a atmosferei și face parte din federația de cercetări ECCOREV (Écologie Risque et Environnement) pentru partea privitoare la mediul înconjurător.

## Centru de astronomie asociat
Construirea unui planetarium la centrul de astronomie, în apropiere de observator, a început în 2009 și s-a încheiat în anul următor. Acesta numără 80 de locuri pe un diametru de zece metri. Este unul din cele mai vizitate locuri din regiunea Forcalquier. În timpul veri, aici sunt prezentate expoziții marelui public.

## Telescoape
- T193 Reflector de 1,93 m
- T152 Reflector de 1,52 m
- T120 Reflector de 1,20 m
- T80 Reflector de 0,80 m

## Conducerea observatorului
Personalitățile următoare s-au succedat la conducerea instituției:
- Jean Dufay (1936 - 1965)
- Charles Fehrenbach: director adjunct începând din 1943, apoi director din 1966 până în 1983
- Yvette Andrillat (1984)
- Philippe Véron (1985 -  1994)
- Antoine Labeyrie (1995 - 1999)
- Jean-Pierre Sivan (2000 - 2003)
- Michel Boër (2004-2011)
- Auguste Le Van Suu (începând din 2012).